# 福爾摩斯回憶錄
《福爾摩斯回憶錄》，此乃福爾摩斯系列的第二本短篇小說集，於1894年出版。

## 故事
此書一共結集了12個短篇故事(美版有11個)。
- 銀斑駒
- 硬紙盒子(美版將此故事收錄在最後致意)
- 黃色臉孔
- 證券交易所的職員
- 榮蘇號
- 墨氏家族的成人禮
- 瑞蓋特村之謎
- 駝者
- 住院病人
- 希臘語譯員
- 海軍協約
- 最後一案